# Dialithus magnificus
Dialithus magnificus är en skalbaggsart som beskrevs av Charles Christopher Parry 1849. Dialithus magnificus ingår i släktet Dialithus och familjen Cetoniidae. Inga underarter finns listade i Catalogue of Life.